# باهنر (نام خانوادگی)
باهنر نامی خانوادگی است برای افرادی از جمله:
- محمدجواد باهنر، دومین نخست‌وزیر ایران پس از انقلاب ۱۳۵۷ و نماینده دوره اول مجلس شورای اسلامی
- محمدرضا باهنر، نماینده مجلس شورای اسلامی در همه دوره‌ها بجز دوره اول و ششم
- ناصر باهنر، استاد  دانشگاه امام صادق
- یونس باهنر بازیکن سابق و مربی کنونی فوتبال